# Paulus de Santa Maria

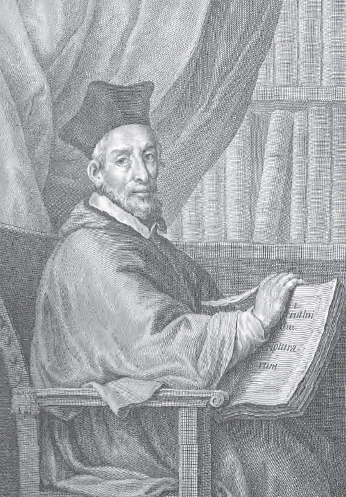
Paulus de Santa María (Darstellung von 1791)

Paulus de Santa Maria (auch: Paulus von Burgos, lat. Paulus Burgensis, eigentlich: Schlomo ben Jitzchaq ha-Levi (שלמה הלוי מבורגוס); * um 1352 in Burgos; † 29. August 1435 ebenda) war ein spätmittelalterlicher Theologe und Exeget jüdischer Herkunft. Von 1403 bis 1415 war er Bischof von Cartagena, seit 1415 bis zu seinem Tod Bischof von Burgos.

## Leben und Wirken
Schlomo ben Jitzchaq ha-Levi, als Sohn einer begüterten Kaufmannsfamilie in jüdischem Glauben erzogen, wirkte zunächst als Rabbiner in seiner Heimatstadt, bevor er zusammen mit einigen seiner Geschwister und Familienangehörigen 1390 bis 1391 zum katholischen Glauben übertrat. Seit seiner Taufe nannte er sich spanisch Pablo García de Santa María, lateinisch Paulus de Santa Maria.
Anschließend studierte Paulus in Paris Theologie, wurde dort 1394 zum Priester geweiht und ging dann an den Hof des avignonesischen Gegenpapstes Benedikt XIII. Als Bischof von Cartagena gehörte Paulus zum Kreis der Berater, die die Regentschaft für den unmündigen König Johann II. von Kastilien und León führten, und wurde 1407 vom Regenten König Ferdinand I. von Aragón zum Kanzler Kastiliens bestellt. In dieser Zeit beeinflusste er unter anderem die Judengesetzgebung Kastiliens. 1415 wurde er dann zum Bischof seiner Heimatstadt Burgos erhoben. Begraben wurde er 1435 in dem von ihm dort gegründeten Dominikanerkloster San Pablo di Burgos.

## Werke
- Biblia : Cum postillis Nicolai de Lyra et expositionibus Guillelmi Britonis in omnes prologos S. Hieronymi et additionibus Pauli Burgensis replicisque Matthiae Doering. – Nürnberg : Anton Koberger, 1485. Digitalisierte Ausgabe der Universitäts- und Landesbibliothek Düsseldorf